# Anders Svensson
Anders Svensson (ur. 17 lipca 1976 w Göteborgu) – szwedzki były piłkarz, obecnie skaut. Reprezentant Szwecji, uczestnik Mistrzostw Świata i Europy.

## Młodość
Urodził się 17 lipca 1976 roku w Göteborgu jako syn Bertila i Guny Svenssonów. Ma trzech braci: Thomasa, Kristoffera i Marcusa. Jego ojciec był trenerem w Guldhedens IK, gdzie Anders grał przez pierwsze 10 lat swojej kariery juniorskiej.

## Kariera klubowa

### IF Elfsborg
Svensson dołączył do drużyny seniorskiej IF Elfsborg na początku 1993 roku. W tym czasie na boisku występował jako pomocnik ofensywny.

### Southampton F.C.
14 czerwca 2001 roku, na drodze transferu, dołączył do klubu Southampton F.C. za kwotę 900 tys. € (£750,000). W 2003 roku wziął udział w finale Pucharu Anglii (FA Cup). W 2005 roku, pomimo starań władz klubu, Svensson zdecydował się nie przedłużyć kontraktu z Southampton.

### Powrót do IF Elfsborg
Svensson wrócił do Elfsborga w 2005, pełniąc funkcję kapitana drużyny do 2014 roku. Jako zawodnik IF Elfsborg dwukrotnie zdobył mistrzostwo szwedzkiej Allsvenskan w 2006 i 2012 roku. W 2015 roku ogłosił zakończenie kariery sportowej.

## Kariera reprezentacyjna
W 1996 roku zadebiutował w reprezentacji Szwecji U-21.
W 1999 roku rozegrał swój pierwszy mecz w reprezentacji seniorów, grając w zwycięskim meczu z RPA.
Dwukrotnie wziął udział w Mistrzostwach Świata – w 2002 i 2006 roku – oraz trzykrotnie w Mistrzostwach Europy (2004, 2008, 2012).
Jest zawodnikiem o największej liczbie występów w reprezentacji Szwecji.

## Kariera trenerska
Po zakończeniu kariery sportowej Svensson pracował jako komentator dla duńskiej telewizji, a później trener osobisty i skaut dla IF Elfsborg.

## Sukcesy piłkarskie
- Finał Pucharu Anglii z Southampton F.C. (2003),
- Mistrzostwo Szwecji z IF Elfsborg (2006, 2012).